# Washington Allston
Washington Allston, född 5 november 1779 nära staden Georgetown i South Carolina, död 9 juli 1843 i Cambridge i Massachusetts, var en amerikansk målare och författare. Han var i första äktenskapet svåger till William Ellery Channing och i det andra måg till Francis Dana.
Allston föddes på en risplantage. Han studerade vid Harvard University innan han for till London 1801. Där var han elev vid konstakademien. Han besökte Paris och Italien och bodde flera år i Rom. År 1818 återvände han till Boston. För sina många dukar med motiv ur Gamla testamentet förvärvade han namnet "den amerikanske Tizian". Allston gjorde sig även bekant som poet och novellist. Många av hans verk finns på Museum of Fine Arts i Boston.